# Gallatin Bank Building
El Gallatin Bank Building fue construido en 1887 en una parcela en 34 Wall Street en el Distrito Financiero de Manhattan, Ciudad de Nueva York para el Banco Nacional Gallatin. Se amplió a partir de una parcela original comprada en 36 Wall Street cuando se organizó el banco en 1829. El precio de compra fue de 12 000 dólares. Originalmente llamado National Bank, el nombre se cambió más tarde a Gallatin debido a su asociación con la familia de Albert Gallatin. Los arquitectos fueron Cady, Berg & See.
John Jacob Astor fue uno de los organizadores del banco y jugó un papel decisivo en persuadir al financiero, Albert Gallatin, para que se convirtiera en su primer presidente.

## Historia
La estructura del Gallatin Bank, que se inauguró en 1887, fue construida para el Gallatin National Bank en un terreno comprado después de la renuncia del presidente del banco, James Gallatin, en 1868, y el comienzo del mandato de su sucesor, Frederick D. Tappen. El edificio perduró durante cuarenta y dos años y fue sede de importantes firmas financieras. El edificio del banco Gallatin fue uno de los establecimientos más distinguidos de Wall Street desde finales del siglo XIX hasta la segunda década del siglo XX.

### Demolición
Fue demolido para dar cabida al 40 Wall Street, una nueva estructura completada por Bank of Manhattan Company a fines de 1929, el edificio de oficinas más alto del mundo cuando fue terminado.